# Carlo Matteucci
Carlo Matteucci [kárlo mateúči], italijanski fizik, nevrofiziolog in politik, * 21. junij 1811, Forlì, Emilija - Romanja, Italija, † 25. julij 1868, Ardenza, Toskana, Italija.
Matteucci je bil eden od pionirjev na področju nevrofiziologije in bioelektrike.

## Življenje
Rodil se je v mestecu Forlì v provinci Emilija - Romanja očetu zdravniku Vincenzu Matteucciju in materi Chiri Folfi. Študiral je matematiko na Univerzi v Bologni, kjer je doktoriral leta 1829. Študij je nadaljeval na École Polytechnique v Parizu in po vrnitvi v Italijo še v Bolonji (1832), Firencah, Raveni (1837) in Pisi. Po končanem šolanju je postal vodja laboratorija v ravenski bolnišnici in kasneje profesor fizike na krajevnem kolidžu. Po priporočilu njegovega učitelja na École Polytechnique, Françoisa Aragoja toskanskemu nadvojvodi, je dobil mesto profesorja fizike na Univerzi v Pisi.
Galvanijevo delo z bioelektriko ga je vzpodbudilo, da je leta 1830 začel z nizom poskusov, ki jih je izvajal do svoje smrti leta 1868. Z občutljivim galvanometrom je dokazal, da poškodovana vzdražna tkiva generirajo enosmerni električni tok, ki ga je možno seštevati z zaporednim dodajanjem elementov, podobno kot pri Voltovem členu. S svojim delom je navdihnil du Bois-Reymonda, ki je ob poskusu ponovitve Matteuccijevih poskusov odkril akcijski potencial živčne celice. 
Za svoje delo je leta 1844 prejel Copleyjevo medaljo, najvišje priznanje za znanstvene dosežke Kraljeve družbe iz Londona. Od leta 1844 je bil tudi dopisni član Francoske akademije znanosti (Académie des sciences), od leta 1866 pa član italijanskega znanstvenega društva (Società italiana delle scienze, današnja Academia Nazionale delle Scienze).
Od 1847 se je dejavno posvečal politiki. Leta 1860 je postal senator v italijanskem senatu in glavni inšpektor italijanskega telegrafskega omrežja. Dve leti kasneje so ga imenovali za ministra za javno šolstvo.
Umrl je leta 1868 v kraju Ardenza blizu Livorna.

## Delo
Matteucci je objavil mnogo člankov v angleških, francoskih in italijanskih znanstvenih revijah, največ v Annales de chimie et de physique (med letoma 1829 in 1858), med pomembnejšimi pa je devet znanstvenih razprav pod skupnim naslovom Electro-Physiological Researches v reviji Philosophical Transactions of the Royal Society (1845-1860).
Napisal je tudi štiri knjige na področju fizike in dve na področju elektrofiziologije:
- Lezioni di fisica (2 knjigi, Pisa, 1841) (Fizikalne lekcije)
- Lezioni sui fenomeni fisico-chimici dei corpi viventi (Pisa, 1844) (Lekcije o fizikalno-kemijskih pojavih v živih telesih)
- Manuale di telegrafia elettrica (Pisa, 1850) (Priročnik o električni telegrafiji)
- Cours spécial sur l'induction, le magnétisme de rotation, etc. (Paris, 1854). (Posebni tečaj indukcije, magnetizma kroženja)
- Trattato dei fenomeni elettrofisiologici degli animali (1844) (Razprava o elektrofizioloških pojavih v živalih)
- Corso di elettrofisiologia (1857) (Elektrofiziološki učbenik)